# Johann Michael Weiß
Johann Michael Weiß, auch Johann Michael Weiße (* 12. Dezember 1648 in Ortrand; † 28. Februar 1726 in Hohnstein (Sächsische Schweiz)) war ein deutscher lutherischer Theologe.

## Leben
Johann Michael Weiß wurde 1648 als Sohn des Theologen Kaspar Weiß in Ortrand am Schraden geboren. Er studierte in Meißen, Wittenberg und Leipzig Theologie. Sein Studium schloss er im Jahre 1676 mit dem Magister in Leipzig ab. Wenige Jahre später war er ab 1680 Pfarrer in Steinigtwolmsdorf und in Meißen tätig, ab 1693 in Hohnstein in der Sächsischen Schweiz.
Johann Michael Weiß gilt als Verfasser einer 1729 erschienenen und inzwischen historischen Chronik des einstigen Amtes Hohnstein, in welcher er den Ort und seine Umgebung beschreibt.

## Familie
- Vater: Kaspar Weis (1620–1669), evangelischer Theologe. Er war ein Sohn des Meißner Schiffseigners Valentin Weise und wirkte als Pastor in Ortrand, später in Seußlitz sowie Merschwitz.[2]
- Bruder: Christian Weise (1655–1727), evangelischer Pfarrer. Er wurde ebenfalls in Ortrand geboren und wirkte später in Limbach bei Oschatz sowie in Ziegra-Knobelsdorf-Schweta.[4]
- Sohn: Christian Heinrich Weiße (1688–1730), Philologe und Pädagoge. Er wurde in Steinigtwolmsdorf geboren und wurde 1706 Student in Leipzig. Sein Studium schloss er 1709 mit dem Magister ab. Im Jahre 1715 wurde er Konrektor der Lateinschule Chemnitz, 1725 Rektor in Annaberg und 1726 schließlich Direktor des Gymnasiums in Altenburg.[5]
- Enkel: Christian Felix Weiße (1726–1804), Dichter, Schriftsteller und Pädagoge. Der Sohn von C. H. Weiße war ein Freund Lessings. Weiße zählt zu den bedeutenden Vertretern der Aufklärung und gilt als Begründer der deutschen Kinder- und Jugendliteratur.[6]

## Werke (Auswahl)
- Probabilismus moralis, sive authoritas humana in moralibus (Diss. Leipzig) 1679;
- Die Bekümmerte Und An Gott gestärckte Seele […] (Predigt) 1690;
- Das Entlarvete Idolum der Wünschel-Ruthe, Oder Gründliche Untersuchung, was bißhero Historice mit derselben passiret, ob sie Physice in der Natur gegründet, und wie fern Moraliter darnach zu operiren sey?, 1704;
- Kurtze Fortsetzung Des Entlarvten Idol Der Wünschel-Ruthe, Darinnen enthalten Eine kurtze Untersuchung eines Neuen Tractats für die Ruthe, Eine Beleuchtung der Anmerckungen über solchen Tractat, und letztlich Eine kurtze Entscheidung gegen Vertheidigung des Pantomysterii, Herrn Gottfried Zeidlers, 1706;
- Topographia, oder historische Beschreibung des Amts und der Stadt Hohenstein, 1729